# Pogonachne racemosa
Pogonachne racemosa är en gräsart som beskrevs av Norman Loftus Bor. Pogonachne racemosa ingår i släktet Pogonachne och familjen gräs. Inga underarter finns listade i Catalogue of Life.